# محافظة السادس من أكتوبر
محافظة السادس من أكتوبر هي محافظة مصرية سابقة صدر قرار رئاسي بإنشائها يوم 18 أبريل 2008 لتستقل عن محافظة الجيزة، ثم ألغيت في 2011 لتعود تبعيتها إليها. ورأسها الدكتور فتحي السيد إبراهيم سعد، عاصمة المحافظة هي مدينة السادس من أكتوبر، وكان عدد سكان المحافظة يبلغ 2.5 مليون نسمة.
تضمنت المحافظة مناطق صناعية وعدد من الجامعات منها جامعة مصر للعلوم والتكنولوجيا ومستشفاه التعليمي ومستشفى دار الفؤاد بالإضافة إلى جامعة 6 أكتوبر ومستشفاها التعليمي ومدينة الثقافة والعلوم وجامعة أكتوبر للعلوم الحديثة والآداب، بالإضافة إلى مدينة الشيخ زايد التي كان يوجد بها فرع كلية الهندسة جامعة القاهرة. احتوت المحافظة على عدد من المراكز الريفية ومركز الواحات البحرية.

## التاريخ
أنشئت المحافظة في 17 أبريل 2008، وحدد نطاقها الإداري بمركز أوسيم وإمبابة ومدينة السادات بالشمال وحد قسم 6 أكتوبر ومحافظة الفيوم (بعد ضم مركز العياط إليها) بالجنوب ومن الشرق محافظة الجيزة ونهر النيل من الحوامدية وحتى البدرشين ومن الغرب محافظتي البحيرة ومطروح، وعين فتحي السيد إبراهيم سعد محافظًا لها. عدلت الحدود الإدارية بقرار رئاسي أخر في 30 أبريل ألغى توسيع محافظة الفيوم وضم إلى 6 أكتوبر مركز العياط ومركز الواحات البحرية ليكون لها حدود مع محافظة الوادي الجديد والمنيا.
كانت هناك مشاكل بالتقسيم بين الجيزة و6 أكتوبر، منها الخلاف حول جزيرة محمد التي رفعت إلى القضاء التي أصدر قرارًا بإبقائها ضمن الجيزة. ألغيت المحافظة بقرار من مجلس الوزراء في 14 أبريل 2011، رحب بالقرار قيادات محافظة الجيزة، واحتج عليه بعض سكان 6 أكتوبر، كما أبدى عدد من المسؤولين المحليين أسفهم من الإلغاء.

## السكان
رغم أن المحافظة أُنشئت رسميًا في عام 2008، إلا أن بيانات تعداد السكان لعام 2006 نُشرت خلال فترة وجود المحافظة، فأُدرجت الإحصاءات بحسب التقسيم الإداري للمحافظة في حينه. بلغ عدد سكان المحافظة 2,581,061 نسمة في 615,711 أسرة، منهم 1,346,516 ذكر و1,234,545 أنثى. كانت المحافظة مكونة من 7 أقسام هي قسم أول 6 أكتوبر وثان 6 أكتوبر والحوامدية والواحات البحرية والوراق والشيخ زايد، ومرو5 مراكز هما الجيزة والبدرشين والعياط وإمبابة وأوسيم وكرداسة.

## الاقتصاد
كانت المحافظة تشتمل على منطقة استثمارية مساحتها 18,500 فدان على الطريق الدائري وطريق القاهرة الإسكندرية الصحراوي، كانت تضم وقتها على 114 مشروع تتنوع إلى مشاريع سياحية وخدمية وترفيهية. بالإضافة إلى منطقة استثمارية بالواحات البحرية مساحتها 21,862 فدان مخصصة للاستثمار الزراعي والسياحي والخدمي. كان بها اثنا عشر نادي رياضي و126 مركز شباب منهم تسع مدنية والبقية قروية.